# Måffetjärnen
Måffetjärnen är en sjö i Arjeplogs kommun i Lappland och ingår i Skellefteälvens huvudavrinningsområde. Sjön har en area på 0,0879 kvadratkilometer och ligger 523,1 meter över havet.

## Delavrinningsområde
Måffetjärnen ingår i det delavrinningsområde (735015-159541) som SMHI kallar för Inloppet i Sikselet. Medelhöjden är 505 meter över havet och ytan är 10,56 kvadratkilometer. Räknas de 4 avrinningsområdena uppströms in blir den ackumulerade arean 88,75 kvadratkilometer. Märsabäcken som avvattnar avrinningsområdet har biflödesordning 3, vilket innebär att vattnet flödar genom totalt 3 vattendrag innan det når havet efter 297 kilometer. Avrinningsområdet består mestadels av skog (83 procent) och sankmarker (14 procent). Avrinningsområdet har 0,27 kvadratkilometer vattenytor vilket ger det en sjöprocent på 2,5 procent.